# Albert Emptage
Albert Taylor Emptage (26 tháng 12 năm 1917 – 1997) là một cầu thủ bóng đá người Anh thi đấu ở vị trí wing half. Sinh ra ở Grimsby năm 1918, ông từng thi đấu cho Manchester City từ năm 1938 đến năm 1950. Ông có màn ra mắt trong thắng lợi 4–1 trước Leicester City ngày 15 tháng 1 năm 1938. Ông có 136 lần ra sân ở Giải vô địch và ghi 1 bàn thắng. Ông cũng thi đấu cho Scunthorpe United và Stockport County.
Sau đó ông làm việc ở vị trí huấn luyện tại Rochdale.